# Textor (Familienname)
Textor ist ein deutscher latinisierter Familienname von Weber. Zu weiteren Informationen siehe dort.

## Familienname
- A. M. Textor (* 1903), Synonym der deutschen Germanistin, Übersetzerin und Lexikographin Annemarie Weber (Lexikographin)
- Bernhard Textor (um 1560–1602), deutscher Theologe
- Cajetan von Textor (1782–1860), deutscher Chirurg und Hochschullehrer
- Carl Textor, siehe Karl Textor
- Catharina Elisabeth Textor (1731–1808), Goethes Mutter, siehe Catharina Elisabeth Goethe
- Christian Textor (* 1990), deutscher Mountainbiker
- Friedrich Karl Ludwig Textor (1775–1851), deutscher Jurist und Mundartschriftsteller
- Hermann Textor (1838–1906), deutscher Regierungs- und Baurat sowie Technischer Direktor
- Johann Textor (1582–1626), deutscher Geschichtsschreiber und Jurist
- Johann Jost Textor (1739–1792), deutscher Politiker und Jüngerer Bürgermeister von Frankfurt am Main
- Johann Wolfgang Textor (1693–1771), deutscher Schultheiß und kaiserlicher Rat in Frankfurt am Main
- Johann Wolfgang Textor der Ältere (1638–1701), deutscher Jurist und Archivar
- Johannes Ravisius Textor (1480–1524), französischer Humanist
- Julie Textor (1848–1923), deutsche Malerin
- Kajetan von Textor, siehe Cajetan von Textor
- Karl Textor (1815–1880), deutscher Chirurg und Oberwundarzt, Sohn von Cajetan von Textor
- Martin Textor (* 1954), deutscher Pädagoge und Publizist
- Werner Textor (1920–2015), deutscher Polizist
- Wilhelm Carl Friedrich Textor (1806–1882), deutscher Jurist und Politiker der Freien Stadt Frankfurt

## Pseudonym
- Textor († 1636), Abt der Abtei Marienstatt, siehe Michael Leyendecker
- Textor, Rapper von Kinderzimmer Productions